# Dům U Zlatého melounu
Dům U Zlatého melounu, někdy také zvaný Chotkovský, je dům na Starém Městě v Praze v Michalské ulici 432/12. Je od roku 1964 chráněn jako kulturní památka České republiky.

## Historie a popis
Na místě dnešního domu stály původně dva středověké domy původem z 13. století. Na severní straně dům U Melounu, poprvé zmíněný roku 1401, na jižní straně dům U Kryštofora, zvaný později Reinhartovský, zmíněný v roce 1407. Dům U Melounu byl pozdně goticky přestavěn a po polovině 16. století i renesančně. Podobně i dům U Kryštofora, který prodělal renesanční a barokní přestavbu.
Po roce 1760 nechal oba domy sjednotit Rudolf Chotek a vznikla tak nynější nepravidelná dispozice, tvořená dvěma dvory obklopenými dvoupatrovými čtyřkřídlými objekty, z nichž jižní tvoří v Michalské ulici nároží s krátkou boční fasádou. Z této doby pochází i schodiště, velký reprezentační vestibul a pozdně barokní edikulový portál s mohutnými volutovými hlavicemi, které podpírají balkón s litinovým zábradlím. Pod balkónem je zavěšeno domovní znamení – zlatý meloun, které je doloženo už v 15. století.
V 19. století byla sjednocena západní uliční fasáda a vznikla novorenesanční výmalba sálů severní budovy. Od roku 1828 byla v paláci taneční škola, kterou založil Hynek Link. Později tu byly byty, obchody i sklady; v šedesátých letech 19. století si ve zdejším skladu a půjčovně klavírů údajně zahráli např. Anton Rubinstein, Hans von Bülow, Petr Iljič Čajkovskij, Sergej Rachmaninov, Edvard Grieg.
V letech 1977–1982 byl objekt památkově rekonstruován a vznikla zde výstavní síň U Zlatého melounu. Po roce 1990 prostor galerie sloužil jako prodejní expozice umění.
Od prosince 2014 zde sídlí zastoupení Bavorska v Praze.